# Fulgor Omegna 2017-2018

## Stagione
La Fulgor Omegna disputa il campionato di Serie B per la seconda volta.

## Mercato
| Arrivi | Arrivi          | Arrivi            | Arrivi     |
| R      | Nome            | da                | Modalità   |
| ------ | --------------- | ----------------- | ---------- |
| AP     | Nicolò Benedusi | N.P.C. Rieti      | definitivo |
| AP     | Marco Torgano   | Aurora Desio      | definitivo |
| C      | Marcelo Dip     | Pod. Montegranaro | definitivo |
| C      | Marco Di Pizzo  | Pistoia Basket    | prestito   |
| G      | Kevin Brigato   | U.C.C. Piacenza   | definitivo |
| G      | Tommaso Milani  | Bergamo B. 2014   | definitivo |
| P      | Giovanni Bruni  | Barcellona        | definitivo |

| Partenze | Partenze           | Partenze               | Partenze       |
| R        | Nome               | a                      | Modalità       |
| -------- | ------------------ | ---------------------- | -------------- |
| C        | Diego Corral       | Vicenza                | fine contratto |
| G        | Giovanni Gasparin  | A. Costa Imola         | fine contratto |
| AP       | Giacomo Gurini     | Recanati               | fine contratto |
| AP       | Andrea Dagnello    | JuVi Cremona           | fine contratto |
| AP       | Sebastiano Bianchi | Sangiorgese Basket     | fine contratto |
| G        | Daniel Perez       | Aurora Desio           | fine contratto |
| C        | Andrea Bianchi     | PMS Basketball         | fine contratto |
| P        | Enrico Realini     | Cestistica Domodossola | fine contratto |
| G        | Filippo Barberis   | San Maurizio Jacks     | fine contratto |